# Frankové

Přibližná poloha původních franských kmenů

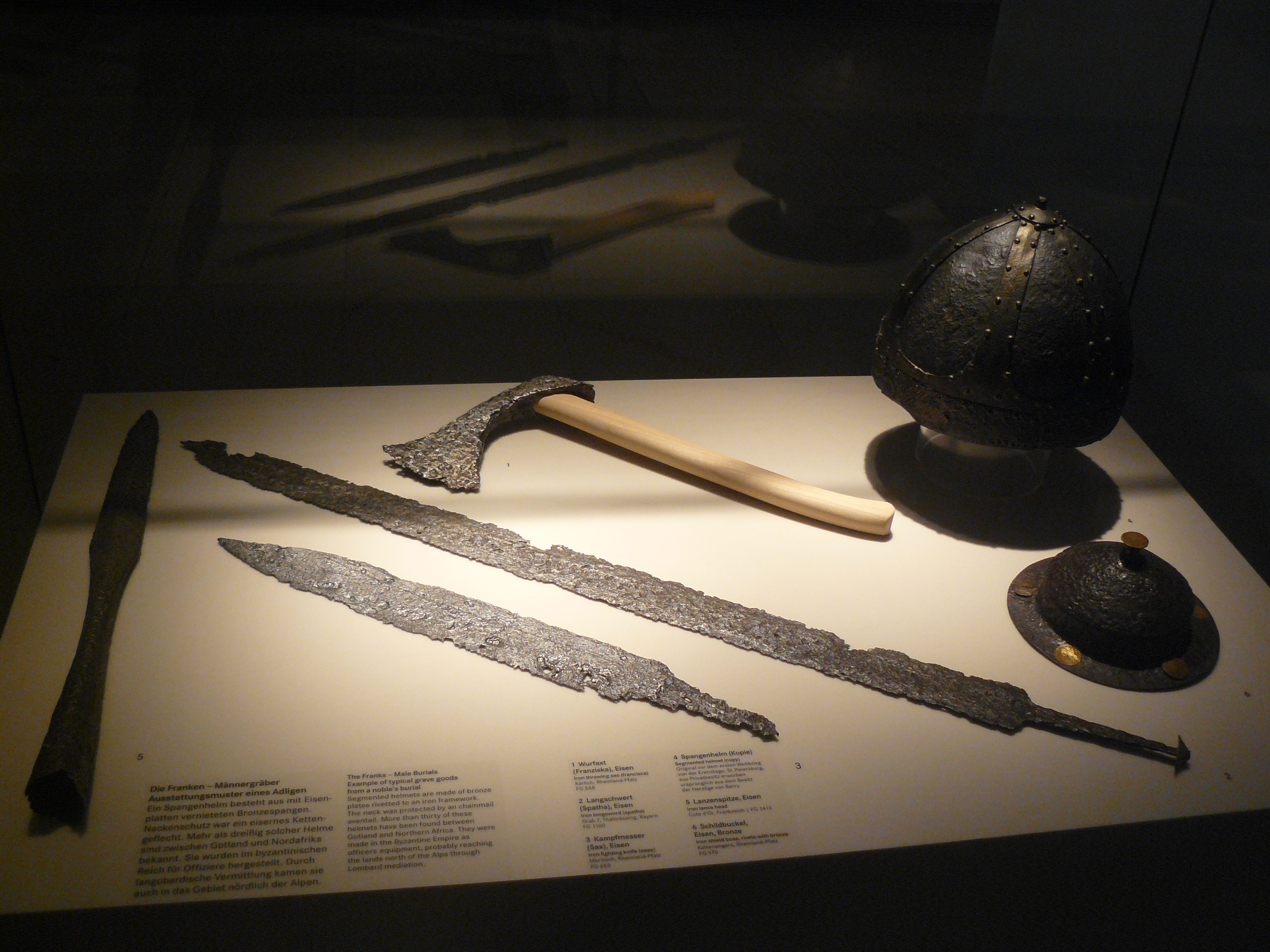
Zbraně z franského šlechtického hrobu z merovejského období

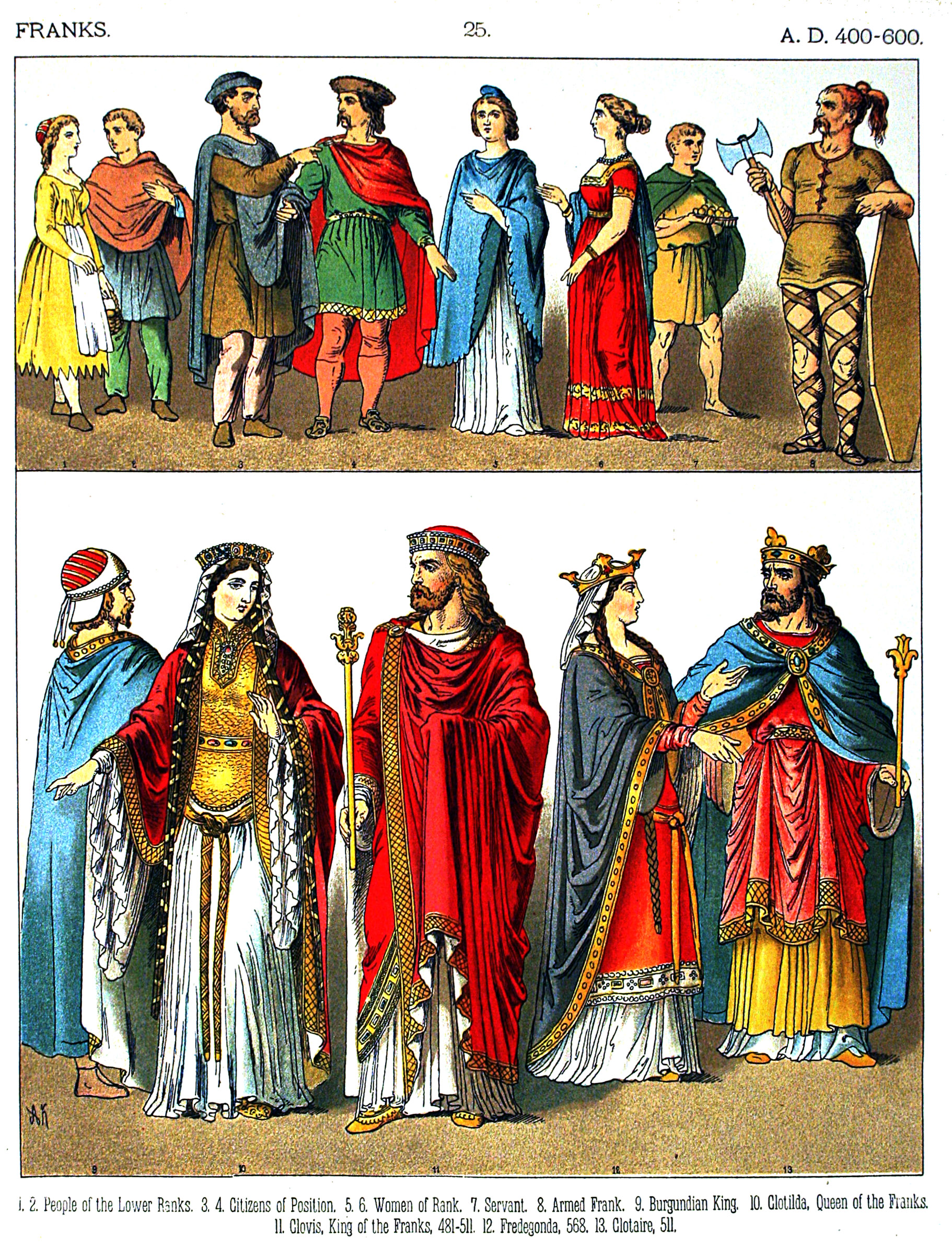
Vyobrazení různých Franků (400–600 n. l.) z 19. století

Frankové (od slova frank, „troufalý“, „smělý“, latinsky Franci nebo gens Francorum) tvořili volný svaz germánských kmenů, který byl poprvé zmiňován římskými zdroji ve 3. století v souvislosti s kmeny na středním (ripuárští Frankové, ripa = latinsky břeh) a dolním toku Rýna na pravém břehu řeky a u pobřeží Severního moře (sálští Frankové, salum = latinsky moře), tedy na hranicích římské říše. Později byl tento termín spojen s romanizovanými germánskými dynastiemi uvnitř kolapsu západořímské říše, které nakonec ovládly celou oblast mezi Loirou a Rýnem. Frankové poté získali moc nad mnoha postřímskými královstvími a germánskými národy. Později byli franští vládci uznáni katolickou církví jako nástupci dřívějších vládců západořímské Říše.
Ačkoli se jméno Franků objevilo až ve 3. století, byly některé z původních franských kmenů Římanům známé již pod jejich vlastními jmény, a to jak spojenci poskytující vojska, tak nepřátelé. Nové jméno se poprvé objevilo, když Římané a jejich spojenci ztratili kontrolu nad oblastí Rýna. Frankové byli nejprve hlášeni jako spolupracující kmeny při nájezdech na římská území, ale od začátku byly tyto nájezdy spojovány s útoky na ně (Franky) z vnějších hraničních oblastí, například Sasy, a s touhou pohraničních kmenů přesunout se na římská území s nimiž měly po staletí úzký kontakt.
Mezi franské kmeny uvnitř římského pohraničí podél řeky Rýn patřili sálští Frankové, kterým bylo od prvních kontaktů umožněno žít na římském území a ripuárští nebo rýnští Frankové, kteří si, po mnoha pokusech, nakonec podmanili římské pohraniční město Kolín nad Rýnem a převzali kontrolu nad levým břehem Rýna. Později v období frakčních konfliktů v letech 450 až 460 a dále byl Frank Childerich I. jedním z několika vojenských vůdců, kteří veleli římským silám různé etnické příslušnosti v římské galii (zhruba v moderní Francii). Childerich a jeho syn Chlodvík I. čelili konkurenci Římana Aegidia jako soupeře o „místo krále“ Franků spojenými s římskými silami. (Podle Řehoře z Tours, držel Aegidius královskou moc nad Franky po 8 let, zatímco byl Childerich ve vyhnanství.) Tento nový způsob kralování, možná inspirovaný Alarichem I., reprezentuje začátek merovejské dynastie, která uspěla v dobývání většiny Galie během 6. století a také si vybudovala vedení ve všech franských královstvích na hranici Rýna. Právě na základě tohoto merovejského impéria v roce 800 vyvstali Karlovci jako noví císaři v západní Evropě.
Ve středověku se termín Frank stal synonymem pro západní Evropu. Karolinští Frankové vládli na většině území západní Evropy a založili politický řád známý jako Ancien régime, který skončil až s francouzskou revolucí. Západní Evropa sdílela svou oddanost římskokatolické církvi a jako spojenci se podíleli na křížových výpravách v Levantě, kde založili franská knížectví. Například v roce 1099 byla křižácká populace Jeruzaléma tvořena většinou francouzskými osadníky, kteří se v té době sami nazývali Frankové, a dalšími Evropany jako Španělé, Němci a Maďaři. Toto mělo v mnoha jazycích trvalý dopad na jména pro západní Evropany. Peršanům byla Západní Evropa známá jako „Frangistán“ a západní Evropané Arabům jako „franjī“.
Od začátku byla franská království politicky a právně rozdělena na východní část (více germánskou) a západní část, kterou Merovejci založili na římské půdě. Východofranské království se začalo považovat za novou „Svatou říši římskou“ a od počátku se příležitostně nazývalo „Německo“. V samotné „franské“ západní Evropě se původní merovejské nebo „sálské“ západofranské království, založené v římské Galii a mluvící románskými jazyky, dodnes označuje jako „Francie“ – jméno odvozené přímo od Franků.

## Doba římská
Počátky dějin Franků jsou zachyceny pouze v dílech, jež nesepsali Frankové a která se proto vyznačují neznalostí a nepochopením franských poměrů. Prvním dochovaným písemným pramenem, jehož autorem jsou Frankové samotní, je až Lex Salica z počátku 6. století. V římských pramenech se Frankové poprvé objevují v polovině 3. století v souvislosti s útoky germánských kmenů na římskou hranici. Frankové se také stávali žoldnéři římského vojska a byli také jako váleční zajatci usazováni na římské půdě. Za vlády Konstantina Velikého (306–337) Frankové vstupovali do římské armády stále více, získávali vysoké hodnosti a někteří se dokonce pokusili v 2. polovině 4. století uzurpovat postavení císaře (Magnentius, Silvanus). Životy většiny Franků, kteří žili na západ od Rýna, však římské prameny nezachytily.
V 2. polovině 4. století se rovněž obnovily franské vpády do římské říše. Císař Julianus sice roku 357 Franky zatlačil a se sálskými Franky dokonce uzavřel mír, boje s ostatními franskými kmeny však pokračovaly. Římané nebyli schopni franské vpády zcela zvládnout, a proto se snažili s Franky (podobně jako s ostatními germánskými kmeny) vyjednávat a začleňovat je jakožto foederati do svých služeb – výměnou za vojenskou pomoc se Frankové mohli usazovat na území římské říše a sami si vládnout. Takové podmínky ovšem moc Franků příliš neumenšovaly, takže se situace stávala stále nestabilnější. Franský král Childerich I. byl sice zároveň správcem římské provincie Belgia secunda se sídlem v Tournai, svou moc však posiloval na úkor slábnoucí západořímské říše, jež se roku 476 rozpadla.

## Franská říše

Územní vývoj Franské říše

Franský král Chlodvík I. (481–511) je považován za zakladatele Franské říše. Za jeho vlády rovněž došlo k christianizaci. Frankové pod Chlodvíkovým vedením porazili Sygaria, jenž vládl na území dnešní severozápadní Francie, a podmanili si některé své sousedy. Do poloviny 6. století ovládli zhruba území dnešní Francie, kde porazili Vizigóty (roku 507 u Voillé) a Burgundy, přičemž anektovali území jejich říší. Expandovali také na germánská území, ležící východně od řeky Rýna, kde sídlili Alamani a Bavoři. Ve druhé polovině 6. století začala moc franských králů stagnovat a upadat. To bylo především důsledkem sporů mezi jednotlivými franskými králi, kterých bývalo více najednou, neboť ve franské společnosti bylo zvykem, že moc dědili všichni synové krále a měli se o ni podělit. Ve skutečnosti však začalo docházet již mezi syny Chlodvíka I. a poté hlavně mezi jeho vnuky ke krvavým rozbrojům, kterých využívala ve svůj prospěch sílící šlechta (situaci v říši podrobně zaznamenával kronikář Řehoř z Tours). Říše Franků se začala rozpadat na dílčí království: Neustrii, Austrasii, Burgundsko a Akvitánii, která se z vlády franských králů zcela vymanila, stejně jako germánské oblasti za Rýnem (například Alemanie). Zatímco slábla moc jednotlivých franských králů, dostávali se stále více do popředí správcové jejich dvora, majordomové.
Z nich je nutno jmenovat zejména Karla Martela, který porazil Araby v bitvě u Poitiers roku 732, čímž definitivně zastavil jejich útoky na území Francie. Jeho syn Pipin III., řečený Krátký, svrhl posledního merovejského krále a nechal se sám zvolit franskou šlechtou se souhlasem papeže na jeho místo. Nastolil tak dynastii Karlovců. Jeho syn, Karel Veliký (Carolus Magnus), dovedl franskou říši k velkému rozmachu, jemuž odpovídal císařský titul, který získal roku 800 od papeže Lva III. Karel za svého panování vedl na 50 válečných výprav, kterými svoji říši značně rozšířil.